# Svenska skolmaterielförlaget Gunnar Saietz A.-B.
Svenska skolmaterielförlaget Gunnar Saietz A.-B. var ett svenskt skolmaterielförlag grundat av Gunnar Saietz 1928 och ett av den tidens större läromedelsförlag i Sverige.
Gunnar Saietz (1906–1984) var en svensk direktör och förläggare. Efter en kort anställning vid Norstedt & Söner 1927–1928 grundade han 1928 Nordiska skolmaterielförlaget Gunnar Saietz A.-B. i Stockholm. Det bytte senare namn till Svenska skolmaterielförlaget Gunnar Saietz A.-B..
Förlaget har bland annat gett ut planschverk, kartserier, olika fysiska produkter och deltagit vid införandet av 16 mm. skolfilm. Under åren 1929–1933 gav de ut Tidning för undervisningsmateriel, som var en gratis reklamtidning för deras produkter.